# Carrow Road

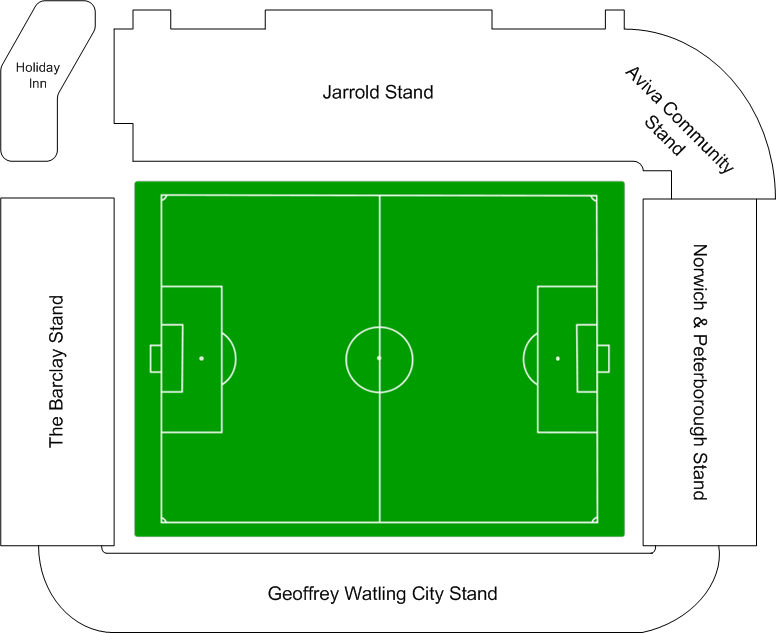
Tribünenplan des Stadions

Die Carrow Road ist ein Fußballstadion in der englischen Stadt Norwich, Vereinigtes Königreich. Der Fußballclub Norwich City, der derzeit in der EFL Championship spielt, trägt hier seine Heimspiele aus. Heute bietet es 27.244 überdachte Sitzplätze.

## Geschichte
Die Carrow Road ist die dritte Spielstätte von Norwich City seit der Gründung 1902. Bis 1908 trat Norwich in der Newmarket Road an. Nach einem Streit um die Mietbedingungen zog der Verein 1908 an die Rosary Road mitsamt den Tribünen mittels Pferd und Wagen. Das Stadion dort bekam den Spitznamen The Nest in Anlehnung an den Spitznamen des Vereins The Canaries (deutsch Die Kanarienvögel). Obwohl The Nest immer wieder erweitert wurde, war das Stadion mit der Zeit zu klein für die Bedürfnisse des Vereins geworden. Am 11. Juni 1935 begannen die Bauarbeiten für die neue Heimat an der Carrow Road. Nach nur 82 Tagen war die neue Spielstätte errichtet und am 31. August fand das erste Spiel dort gegen West Ham United (4:3) statt. Die erste Flutlichtanlage wurde 1956 für etwa 9.000 £ errichtet, was den Verein damals fast in den Ruin trieb.
Seit Ende der 1970er Jahre wurde das Stadion nach und nach mit neuen Tribünen ausgestattet. Erste Umbauarbeiten fanden 1979 am Norwich & Peterborough Stand statt. Im Jahr 1986 wurde die neue Tribüne Geoffrey Watling City Stand eingeweiht. Der 1937 erbaute Barclay End wurde 1992 abgerissen und erneuert. Der Jarrold Stand ist der neueste Tribünenrang der Carrow Road. Er wurde 2004 erbaut und beherbergt u. a. die Gästefans. In der Ecke zwischen Barclay und Jarrold steht seit 2007 das Hotel Holiday Inn. Von einigen Zimmern aus hat man einen Blick in das Stadion. In der Ecke zwischen Jarrold und Norwich & Peterborough liegt der 2005 fertiggestellte Aviva Community Stand. Das Stadioneck bietet u. a. behindertengerechte Plätze.
Der Zuschauerrekord des Stadions datiert aus dem Jahr 1963, als 43.984 Menschen die FA-Cup-Begegnung Norwich City gegen Leicester City (0:2) sahen. Nach der Umwandlung der englischen Stadien in der Folge der Hillsborough-Katastrophe und dem daraus resultierenden Taylor Report besitzt das Stadion nur noch Sitzplätze und fasst damit noch 26.304 Zuschauer. 
Der Besucherrekord nach der Umgestaltung wurde am 29. November 2015 im Premier-League-Spiel gegen den FC Arsenal mit 27.091 Besuchern aufgestellt.
Im April 2023 trat erstmals der Norwich City Women FC in der Carrow Road an. Das letzte Heimspiel der FA Women's National League Division One South East 2022/23 gewannen die Gastgeberinnen gegen den Ashford Town FC aus Stanwell vor 7585 Zuschauern mit 5:3. Für den 10. September 2023 ist die Ligapartie gegen Cambridge United in der Carrow Road angesetzt.

## Sonstige Nutzung
Die englische Fußballnationalmannschaft bestritt im Stadion in Norwich bis dato noch kein Spiel. Aber es fanden an der Carrow Road bereits einige Länderspiele englischer Mannschaften wie der Frauennationalmannschaft, der U21 der Männer und der U19 der Männer statt. Darüber hinaus ist die Sportstätte auch Schauplatz von Musikkonzerten, wie beispielsweise von Elton John, Status Quo oder George Michael.

## Einrichtungen im Stadion
Im Stadion befindet sich der Fan-Shop von Norwich City namens Norwich Superstore. Für das leibliche Wohl der Besucher bieten sich mehrere Restaurants im Stadion wie z. B. das Yellows im Stil eines amerikanischen Diners. Es ist im Norwich & Peterborough Stand ansässig; genau so wie das Delia's Restaurant and Bar. Das Catering des Stadions richtet für verschiedenste Veranstaltungen wie z. B. Konferenzen, Ausstellungen, Seminare, Hochzeiten und Feiern aus.

## Tribünen
- Geoffrey Watling City Stand – (Haupttribüne, Nordwest)
- Jarrold Stand – (Gegentribüne, Südost)
- Barclay End – (Hintertortribüne, Nordost)
- Norwich & Peterborough Stand – (Hintertortribüne, Südwest)

## Galerie

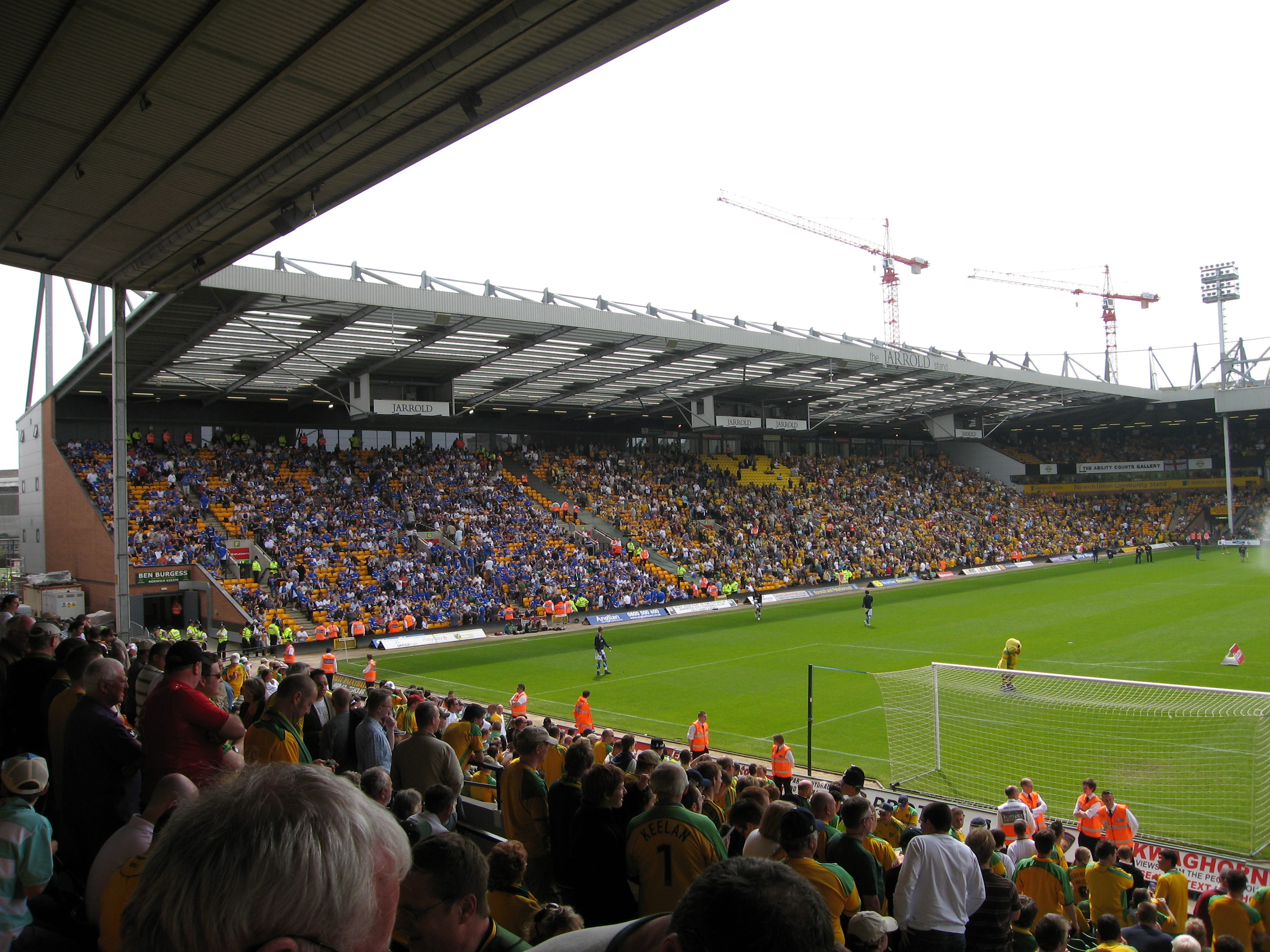
Jarrold Stand (2007)
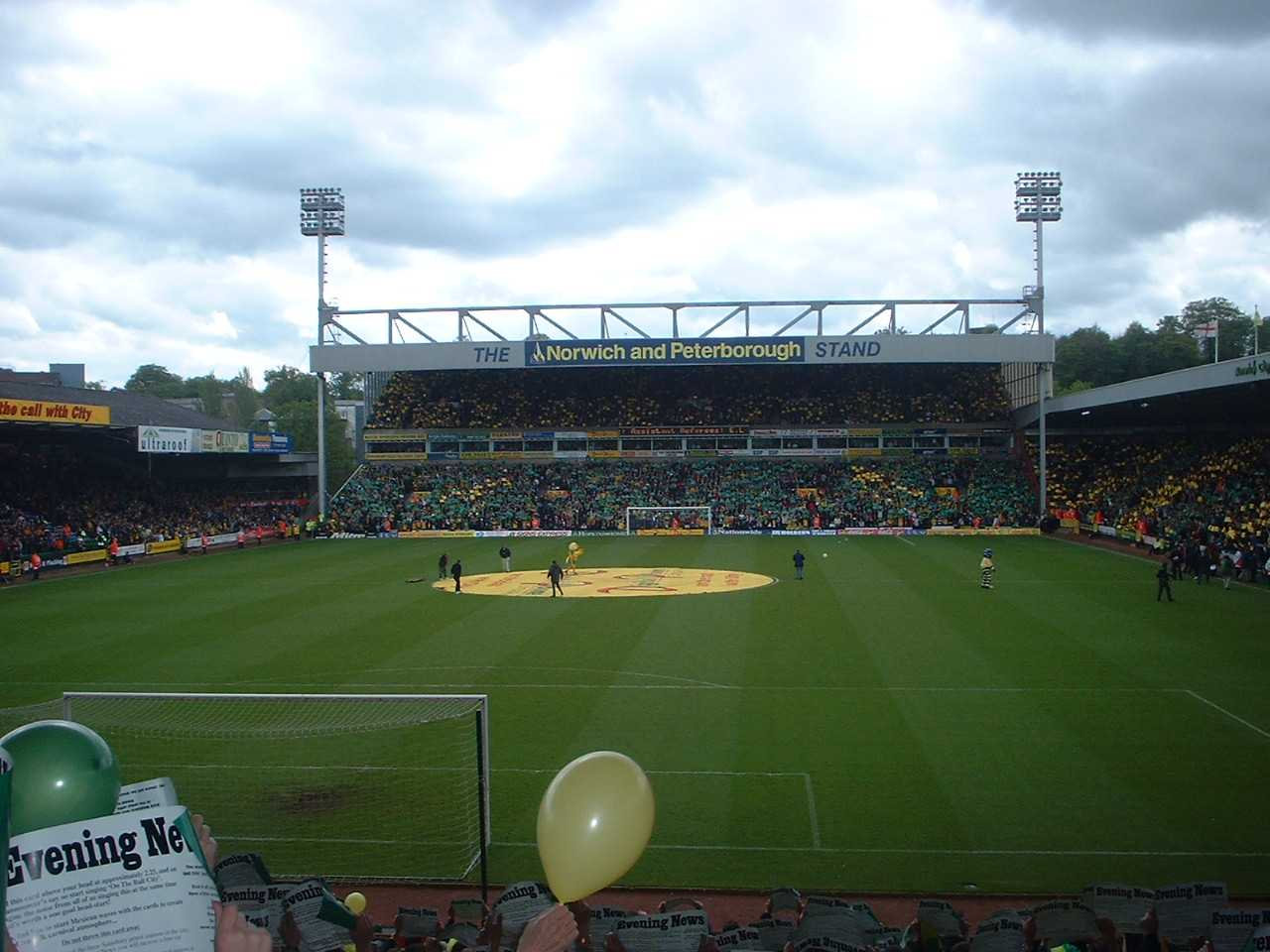
Norwich & Peterborough Stand
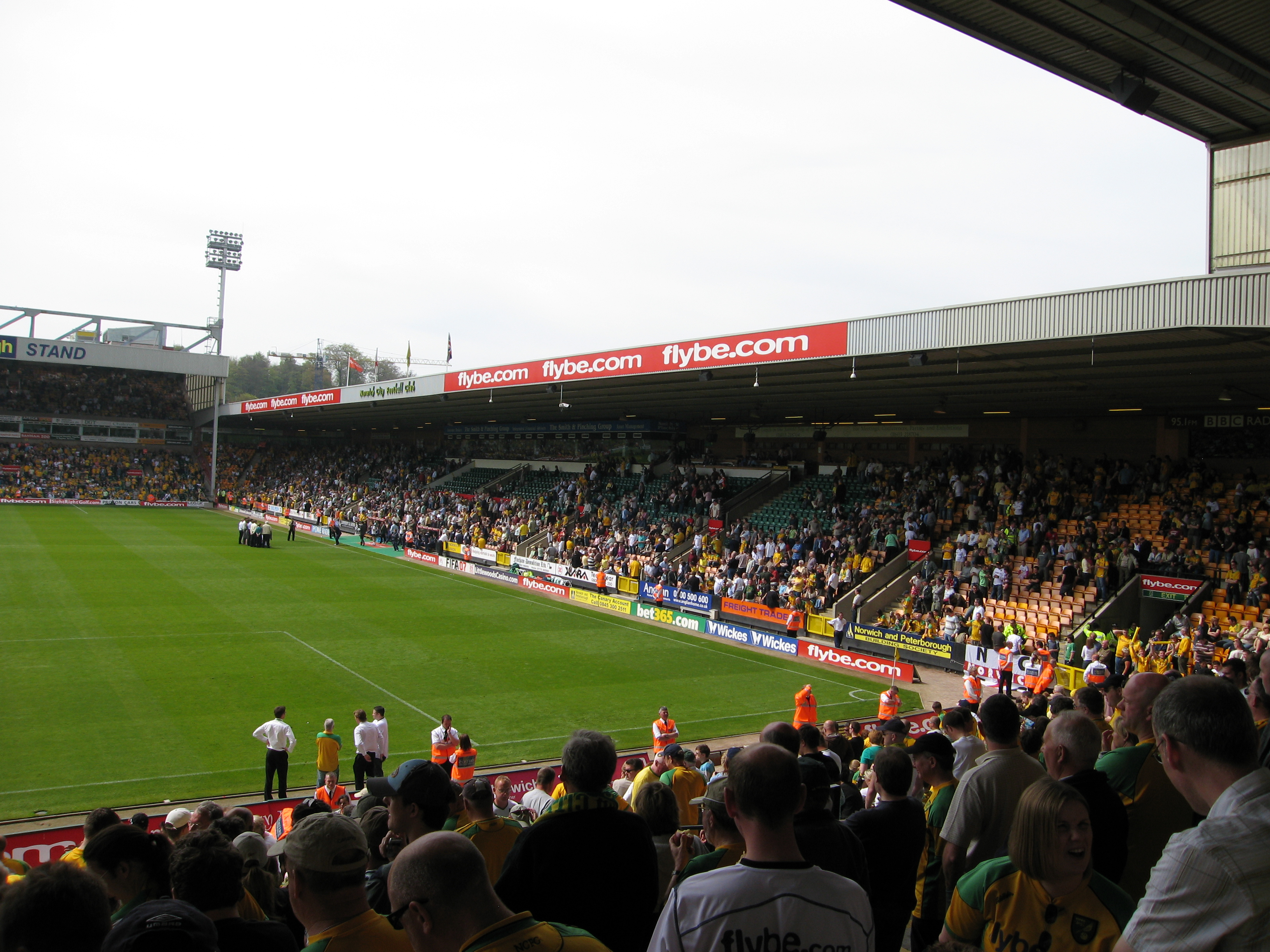
Geoffrey Watling City Stand (2007)
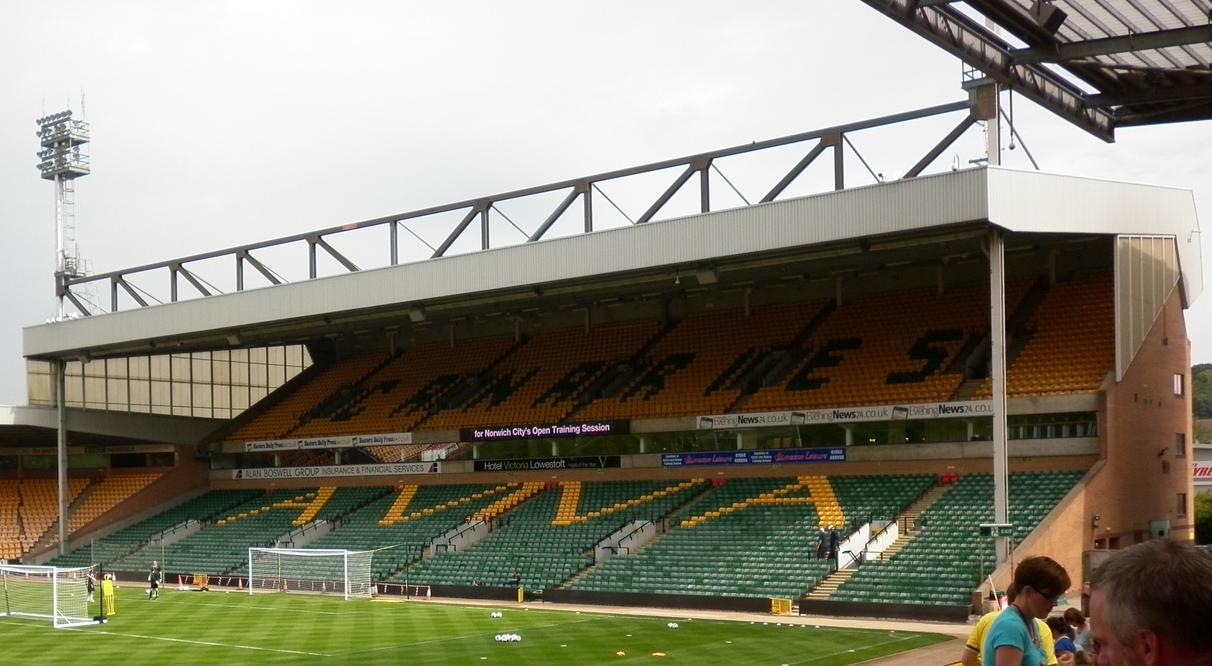
Blick vom Jarrold Stand auf Barclay End (2011)
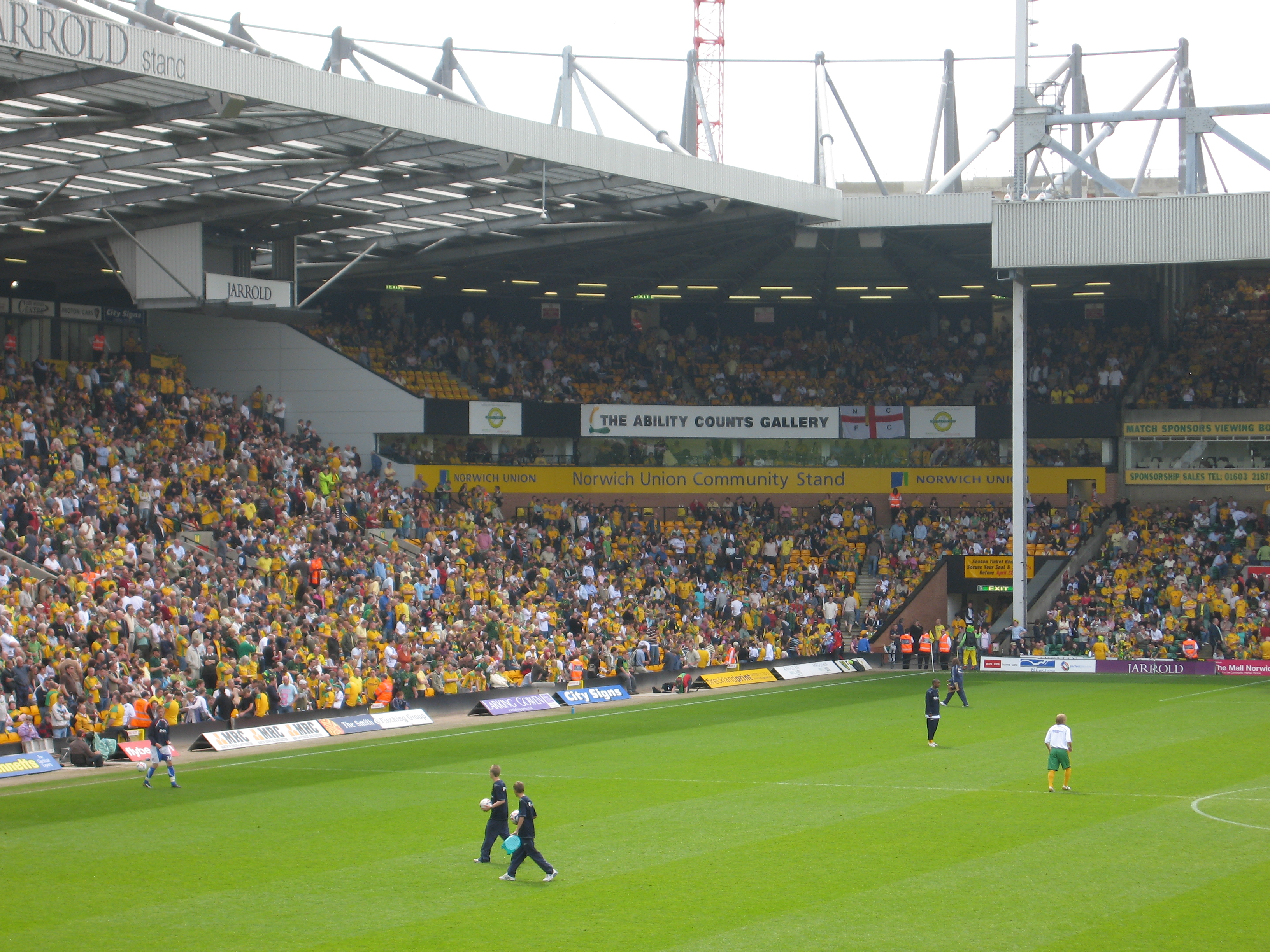
Der heutige Aviva Community Stand im Jahr 2007 mit dem alten Namen Norwich Union Community Stand